# 堂所山
堂所山（どうどころやま）は、東京都八王子市と神奈川県相模原市との境界にある標高731.0mの山である。
東京都立高尾陣場自然公園に指定されており、奥高尾縦走路上の山としても知られる。

## 登山
- JR中央本線・京王電鉄京王高尾線高尾駅北口より西東京バス霊園32・陣馬高原下行で終点「陣馬高原下」下車（40分）、徒歩（登り1時間30分、下り1時間15分、一般道30分を含む[1]）。
- 陣馬山より徒歩1時間10分、景信山より徒歩50分[1]。

山頂には、茶屋やトイレなどはないが、30分ほど歩いた明王峠に茶屋やトイレがある。

## 参照
1. 1 2  山と高原地図 27.高尾・陣馬 2013 昭文社